# واقع‌گرایی (ادبیات)

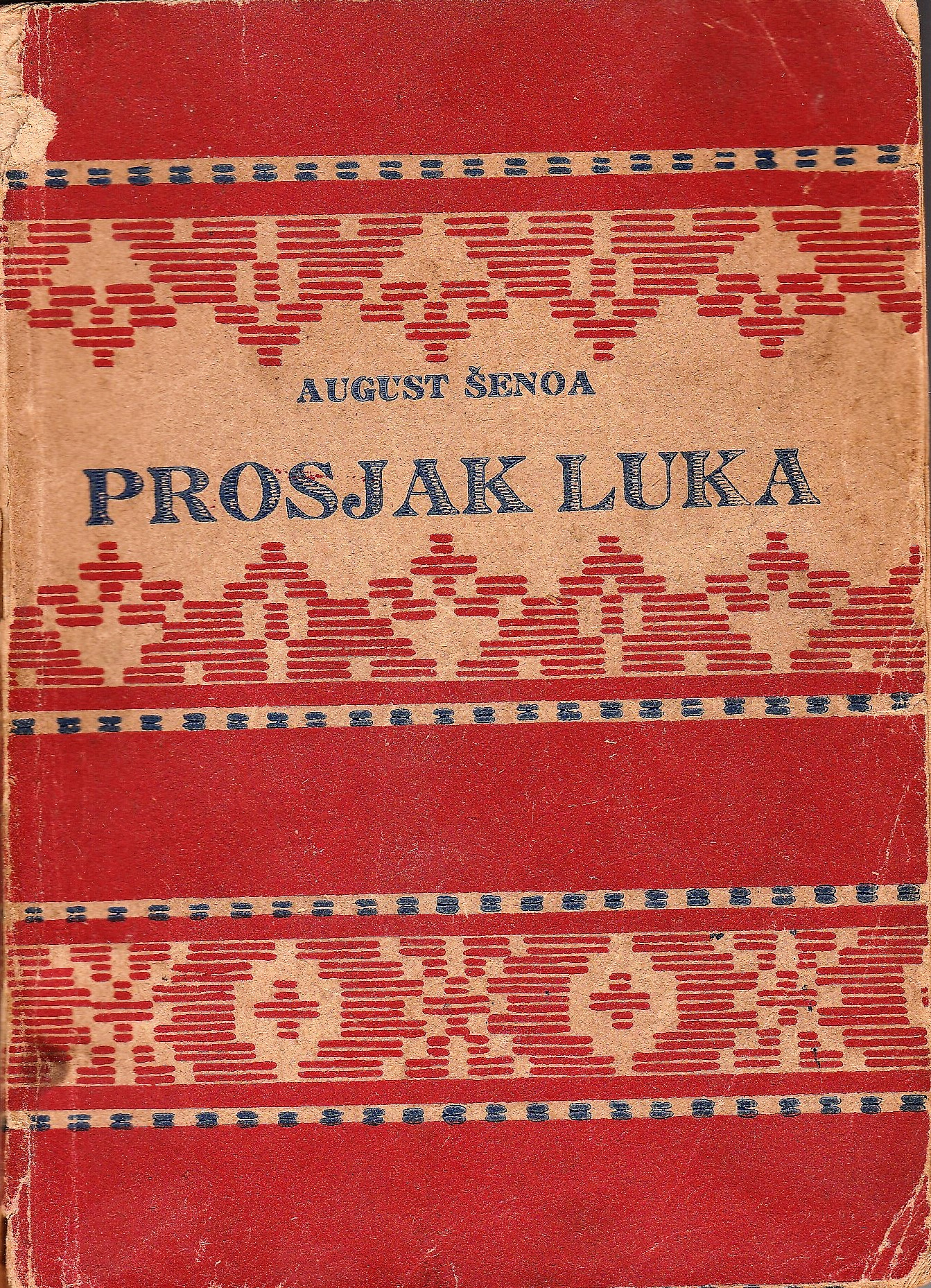
جنبش هنر رئالیستی میانه های قرن نوزدهم

واقع‌گرایی ادبی یا رئالیسم ادبی (انگلیسی: Literary realism) بخشی از جنبش هنر رئالیستی بود که میانه‌های قرن نوزدهم با سردمداری نویسندگانی همچون استاندال و پوشکین در ادبیات فرانسه و روسیه شکل گرفت و تا اواخر قرن نوزدهم و اوایل قرن بیستم ادامه یافت.
واقع‌گرایی اساساً واکنشی به ایده‌آلیسم و رمانتیسم است و نویسندگان منتسب به این سبک می‌کوشند چیزها را آن‌چنان‌که هستند بیان کنند و توصیفات رمانتیک، اغراق‌شده یا صناعت‌گونه در آثارشان کمتر دیده می‌شود.
ناتورالیسم و واقع‌گرایی سوسیالیستی از زیرشاخه‌های این سبک به‌شمار می‌آیند.
سرآغاز رئالیسم ادبی
بالزاک با نوشتن دوره آثار خود تحت عنوان کمدی انسانی قدم تازه ای در عالم ادب برداشت و با اینکه قصد تشکیل مکتب نداشت و تئوری نویس نبود اما پیشوای مسلّم نویسندگان رئالیست شد.
بالزاک هر چند در میان نویسندگان رومانتیک عصر خود می‌زیست، اما تصمیم گرفت اجتماع خود را با همه مشخصات و اسرارش و با همه صفات و عادات و نیک و بدی‌هایی که در آن بود در آثار خویش نشان دهد.
او درمورد ادبیات رمانتیک معتقد بود که «همه ترکیبات ممکن تمام شده و همه اشکال آن کهنه و فرسوده گردیده‌است»، و نشان داد که کار رمان‌نویس در این دوره چیز دیگری است: باید جامعه خود را تشریح کند. او نویسنده را مورّخِ عادات و اخلاق مردم و اجتماع خویش می‌دانست.